# Danio Bardi
Danio Bardi (* 23. Mai 1937 in Scandicci; † 9. Juli 1991 in Florenz) war ein italienischer Wasserballspieler. Er war Olympiasieger 1960 und gewann einmal bei Mittelmeerspielen.

## Karriere
Der 1,80 Meter große Danio Bardi spielte für Rari Nantes Florenz und für Fiamme Oro, den Sportverein der Polizia di Stato.
Bei der Europameisterschaft 1958 in Budapest erreichte die italienische Nationalmannschaft die Runde der besten vier Mannschaften. Die Ungarn gewannen gegen die anderen drei Mannschaften, dahinter waren die Jugoslawen, die Mannschaft aus der Sowjetunion und die Italiener mit je einem Sieg punktgleich. Die Italiener wurden wegen ihrer schlechten Tordifferenz nur Vierte. Im Jahr darauf bei den Mittelmeerspielen 1959 in Beirut siegten die Jugoslawen vor den Italienern.
Bei den Olympischen Spielen 1960 in Rom besiegten die Italiener in der Finalrunde die Mannschaften aus der Sowjetunion und die Jugoslawen und spielten im letzten Spiel gegen die Ungarn Unentschieden. Damit gewannen sie die Goldmedaille vor dem Team aus der Sowjetunion und den Ungarn. Bardi wirkte in sechs von sieben Spielen mit und warf zwei Tore, eins gegen Rumänien und eins im abschließenden Spiel gegen die Ungarn.
1963 bei den Mittelmeerspielen in Neapel siegten die Italiener vor den Jugoslawen. Im Jahr darauf bei den Olympischen Spielen in Tokio erreichten die Italiener die Endrunde und wurden Vierte hinter Ungarn, Jugoslawien und der Sowjetunion. Im Gegensatz zu vier Jahren zuvor gab es diesmal auch Einwechslungen. Bardi spielte in fünf von sechs Partien mit, erzielte aber kein Tor.